# Муро, Джеймс Майкл
Джеймс Майкл Муро (англ. James Michael Muro; род. 1966, Нью-Йорк, США) — американский кинооператор и кинорежиссёр. Номинировался на премию BAFTA за операторскую работу в фильме «Столкновение».

## Биография
Родился в 1966 году в городе Нью-Йорк, США. Учился в школе изобразительных искусств. В кино дебютировал как оператор Steadicam на съёмках фильма 1986 года «Жуть». Начиная с этой картины регулярно работал в этом качестве, приняв участие в съёмках фильмов «Бездна», «Терминатор 2: Судный день», «На гребне волны», «Казино», «Схватка», «Переговорщик», «Каждое воскресенье» и «Форсаж». В фильме 1987 года «Уличный мусор» Джеймс Муро выступил в качестве кинорежиссёра и автора истории. За эту работу он получил «Серебряного ворона» на Брюссельском кинофестивале фантастических фильмов. В роли основного кинооператора дебютировал на съёмках фильма 2003 года «Открытый простор». В 2006 году получил номинацию на премию BAFTA за операторскую работу в фильме «Столкновение».

## Избранная фильмография
| Год       |   | Русское название          | Оригинальное название                    | Роль                                     |
| --------- | - | ------------------------- | ---------------------------------------- | ---------------------------------------- |
| 2018      | ф | Клуб миллиардеров         | Billionaire Boys Club                    | оператор                                 |
| 2017—2021 | с | Спецназ                   | SEAL Team                                | режиссёр (7 серий), оператор (39 серий)  |
| 2017      | с | Власть в ночном городе    | Power                                    | режиссёр (1 серия)                       |
| 2017      | с | Царство животных          | Animal Kingdom                           | режиссёр (1 серия)                       |
| 2017      | с | Изгои                     | Outsiders                                | режиссёр (1 серия)                       |
| 2016      | ф | Книга любви               | The Book of Love                         | оператор                                 |
| 2015      | с | На грани                  | The Brink                                | режиссёр (1 серия), оператор (6 серий)   |
| 2013      | ф | Паркер                    | Parker                                   | оператор                                 |
| 2012—2017 | с | Лонгмайер                 | Longmire                                 | режиссёр (11 серий), оператор (20 серий) |
| 2011—2013 | с | Бесстыдники               | Shameless                                | режиссёр (1 серия), оператор (3 серии)   |
| 2011      | ф | Сколько у тебя?           | What’s Your Number?                      | оператор                                 |
| 2009—2013 | с | Саутленд                  | Southland                                | режиссёр (7 серий), оператор (28 серий)  |
| 2009      | ф | История одного вампира    | Cirque du Freak: The Vampire’s Assistant | оператор                                 |
| 2008      | ф | Предатель                 | Traitor                                  | оператор                                 |
| 2007      | ф | Час пик 3                 | Rush Hour 3                              | оператор                                 |
| 2007      | ф | Последняя Мимзи Вселенной | The Last Mimzy                           | оператор                                 |
| 2005      | ф | Роллеры                   | Roll Bounce                              | оператор                                 |
| 2004      | ф | Столкновение              | Crash                                    | оператор                                 |
| 2003      | ф | Открытый простор          | Open Range                               | оператор                                 |